# Mastax thermarum thermarum
Mastax thermarum thermarum é uma subespécie de carabídeo, pertencente à espécie M. thermarum, com distribuição na Ásia e Europa.

## Distribuição
A subespécie tem distribuição na Armênia, Bélgica, Cazaquistão, Geórgia, Grécia, Quirguistão, Romênia, Rússia, Tajiquistão, Turquemenistão e Uzbequistão.